# Donja Zelina
Donja Zelina is een plaats in de gemeente Sveti Ivan Zelina in de Kroatische provincie Zagreb. De plaats telt 731 inwoners (2001).